# میهایلو واسیچ
میهایلو واسیچ (سیریلیک صربی: Михаило Васић؛ زادهٔ ۲۰ ژوئیهٔ ۱۹۹۳) بازیکن بسکتبال اهل صربستان است.
وی در مسابقات کشوری و بین‌المللی در مجموع برندهٔ ۱ مدال برنز شده‌است.